# Lajos Nagy (scriitor)
Lajos Nagy (n. 5 februarie 1883, Apostag, Districtul Kunszentmiklós, Bács-Kiskun, Ungaria – d. 28 octombrie 1954, Budapesta, Republica Populară Ungară) a fost un scriitor maghiar.